# Wilker Ángel
Wilker José Ángel Romero (Valera, 18 de Março de 1993) é um futebolista venezuelano que atua como zagueiro. Atualmente, joga pelo Juventude.

## Seleção Venezuelana
Foi convocado para representar a Seleção Venezuelana na Copa América de 2024, nos Estados Unidos.

## Títulos

### Criciúma
- Campeonato Catarinense: 2024
- Recopa Catarinense: 2024